# Ameringkogel

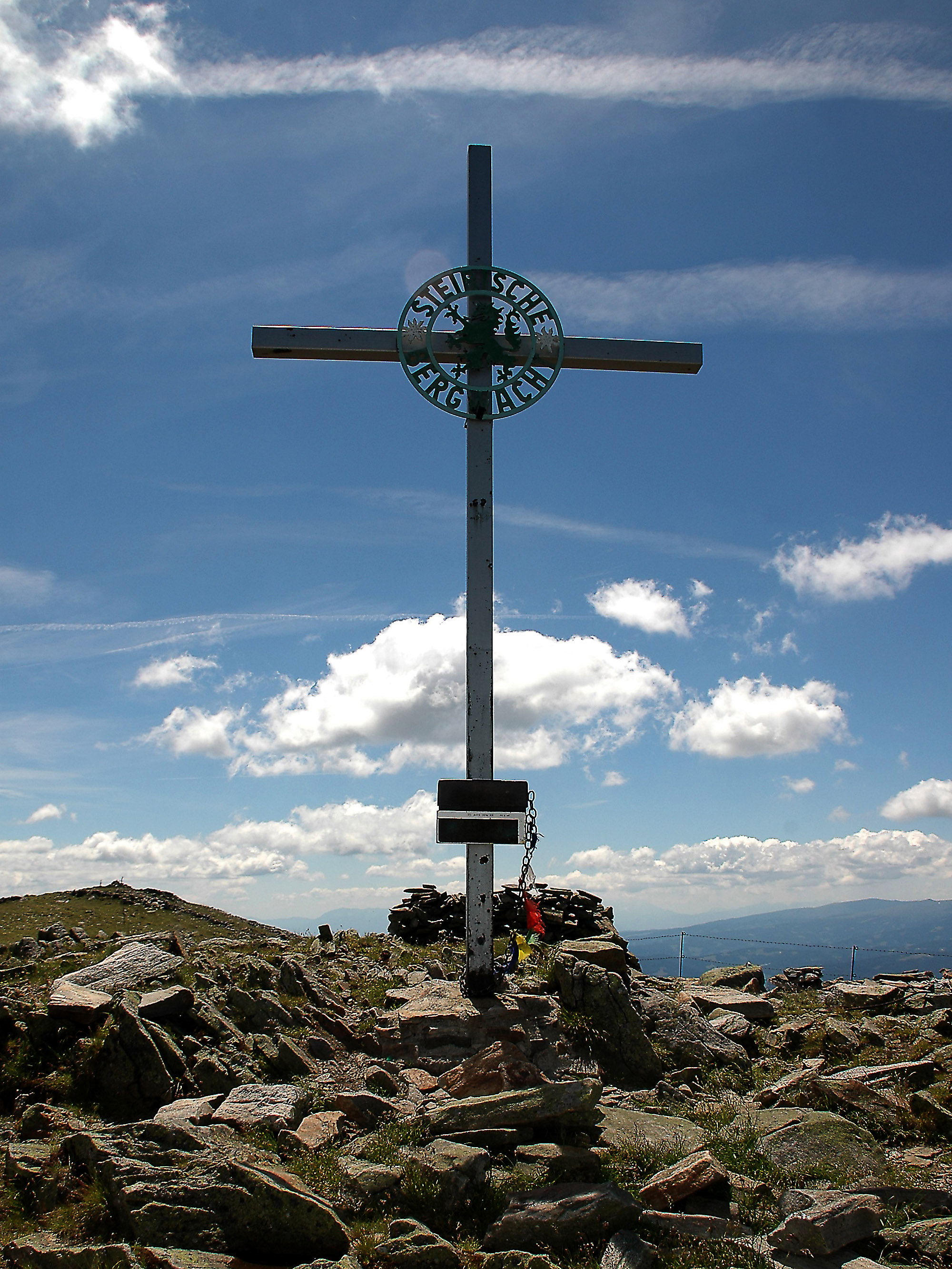
Das Gipfelkreuz auf dem Ameringkogel

Der Ameringkogel (2187 m ü. A.) ist der höchste Berg der Packalpe, des höchsten Bergzugs der Lavanttaler Alpen östlich der Lavant.
Über den Ameringkogel verläuft die Grenze der steirischen Gemeinden Obdach und Weißkirchen in Steiermark. Das Ameringmassiv ragt über 1500 m über dem Aichfeld auf und weist einen markanten, mäßig steil abfallenden Wiesenkamm auf, der in Nord-Süd-Richtung verläuft. Nordwestlich findet sich noch der Gipfel des Größenberg (Größing) (2152 m), südöstlich setzt sich der Packalpen-Kamm zum Hofalmkogel (2040 m) und Speikkogel (1993 m ü. A.) fort. Der Ameringkogel weist eine hohe Eigenständigkeit auf, da er nur durch den westlich gelegenen Obdacher Sattel (955 m) mit den höheren Seetaler Alpen (Zirbitzkogel, 2396 m) verbunden ist. Geologisch ist der Berg vorwiegend aus Orthogneisen aufgebaut.
Die kürzeste Anstiegsroute führt vom Hirschegger Sattel (1543 m) in 2½ bis 3 Stunden über den Speikkogel und den Hofalmkogel zum Gipfel des Ameringkogels. Bei guten Bedingungen bietet diese Bergwanderung durch weitläufiges Almgelände keinerlei Schwierigkeiten.